# Goincourt
Goincourt é uma comuna francesa na região administrativa de Altos da França, no departamento de Oise. Estende-se por uma área de 6,52 km². Em 2010 a comuna tinha 1 504 habitantes (densidade: 230,7 hab./km²).